# Aphanicerca capensis
Aphanicerca capensis är en bäcksländeart som beskrevs av Tillyard 1931. Aphanicerca capensis ingår i släktet Aphanicerca och familjen Notonemouridae. Inga underarter finns listade i Catalogue of Life.